# Washington Luís
Washington Luís Pereira de Sousa (Macaé (Rio de Janeiro), 26 oktober 1869 - São Paulo (São Paulo), 4 augustus 1957) was een Braziliaans politicus.

## Achtergrond, opleiding en vroege carrière
Washington Luís Pereira de Sousa stamde uit een aristocratische familie uit de deelstaat São Paulo. Hij volgde onderwijs aan het prestigieuze Colégio Pedro II in Rio de Janeiro. Daarna studeerde hij rechten aan de Rechtenfaculteit van de Universiteit van São Paulo (Faculdade de Direito da Universidade São Paulo). In 1891 studeerde hij af. Hierna was hij korte tijd werkzaam als openbaar aanklager te Barra Mansa. Daarna werkte hij als juridisch adviseur op aardappelplantages. Hij schreef ook een historisch werk, Na Capitania de São Paulo ("Het Kapitein-Generaalschap van São Paulo"), genaamd.
Washington Luís deed in 1897 zijn intrede in de politiek. Hij werd lid van de gemeenteraad van de stad Bataitas en werd in 1898 burgemeester van die stad. Hij werd lid van de Republikeinse Partij van São Paulo Partido Republicano Paulista) en was van 1904 tot 1905 lid van het deelstaatparlement van São Paulo. In 1905 werd hij staatssecretaris van Justitie en Openbare Veiligheid van de deelstaat São Paulo. Om het leger (thans: militaire politie) van de deelstaat te moderniseren, trok hij een Franse militaire missie aan. Hij bleef staatssecretaris tot 1912.

## BurgemeestervanSão Paulo
Washington Luís werd in 1912 burgemeester van de stad São Paulo. Hij bleef dit tot 1919. Tijdens zijn burgemeesterschap had hij te maken met een grote staking (1917) en de Spaanse griep epidemie (1918).

## President van São Paulo
In 1920 deed Washington Luís mee met de verkiezingen voor het presidentschap van de deelstaat São Paulo. Hij was de officiële kandidaat van de Republikeinse Partij van São Paulo (PRP). Hij verkreeg de meeste stemmen en werd tot president van São Paulo (dat wil zeggen gouverneur) gekozen. Op 1 mei 1920 werd hij geïnaugureerd.
Tijdens zijn presidentschap van São Paulo (1 mei 1920 - 1 mei 1924) stelde hij een comité in om te bemiddelen tussen arbeiders (werknemers) en kapitaal (werkgevers) om zo veel mogelijk sociale conflicten te voorkomen.

## Presidentschap
In 1925 werd Washington Luís in de Federale Senaat gekozen. Korte tijd later werd hij als officiële kandidaat van de PRP naar voren geschoven om mee te doen aan de presidentsverkiezingen. Hij won de presidentsverkiezingen gemakkelijk daar er geen goed georganiseerde oppositie was. Op 15 november 1926 werd hij geïnaugureerd. Fernando de Mello Viana werd zijn vicepresident. President Washington Luís maakte een einde aan de door zijn voorganger, president Artur da Silva Bernardes, afgekondigde noodtoestand en hij liet de politieke gevangen vrij (waaronder de militairen die ervan verdacht werden een coup te willen plegen in 1926). Tijdens zijn presidentschap werd de snelweg tussen Rio de Janeiro en Petrópolis (1928), een voor die tijd zeer moderne snelweg. Later werd deze snelweg naar president Washington Luís genoemd.
Als gevolg van de Grote Depressie (1929-) brak er in Brazilië een koffiecrisis uit. De wereldwijde vraag naar koffie nam in korte tijd sterk af en de koffieboeren in Brazilië bleven zitten met ladingen koffiebonen die onverkoopbaar werden. Hierdoor raakte de economie van Brazilië in het slop.

### Revolte
In 1929 schoof Washington Luís Júlio Prestes, de president van São Paulo, naar voren als degene die hem als president van Brazilië zou moeten opvolgen. De president van Bahia, Vital Soares zou dan vicepresident moeten worden. Júlio Prestes en Vital Soares hadden Washington Luís in 1926 gesteund tijdens zijn campagne voor het presidentschap. Een aantal deelstaten (Minas Gerais, Rio Grande do Sul en Paraíba) waren het niet met deze beslissing eens en leidende politici uit die deelstaten vormden de Liberale Alliantie (Aliança Liberal). Zij schoven Getúlio Vargas, de president van Rio Grande do Sul, als kandidaat voor het presidentschap en João Pessoa, de president van Paraíba, als kandidaat voor het vicepresidentschap.
Op 1 maart 1930 won Júlio Prestes de presidentsverkiezingen. De oppositie beschuldigde de regering echter van verkiezingsfraude. Kort hierna doken er geruchten op dat er een revolutie aanstaande was en dat Getúlio Vargas de macht zou overnemen.
In São José de Princesa in Paraíba brak een opstand uit en deze mondde uit in de Revolutie van 3 oktober 1930 (Revolução em 3 de outubro de 1930). Op 24 oktober 1930 pleegden militairen een staatsgreep en brachten president Washington Luís ten val. Hij werd gevangengenomen. Generaal Augusto Tasso Fragoso werd interim-president en op 3 november 1930 werd Getúlio Vargas president van Brazilië. Op 4 november 1930 werd Washington Luís vrijgelaten en uit Brazilië verbannen.

## Ballingschap, terugkeer en overlijden
Washington Luís leefde vele jaren in ballingschap in de Verenigde Staten van Amerika en daarna in Europa. In 1947 keerde hij naar Brazilië terug en hield zich verder politiek afzijdig. Tien jaar later, in 1957, hij was toen 87 jaar oud, overleed hij op 4 augustus in São Paulo.